# Eleanor Goodman
Eleanor Goodman, 顾爱玲 (n. 1979) es una poeta, escritora y traductora estadounidense de chino. Su traducción en 2014 de los poemas de Wang Xiaoni, Algo pasa por la cabeza hizo que fuera finalista internacional para el Premio de Poesía Griffin y ganadora del Premio de la Asociación Americana de Traductores Literarios  Lucien Stryk a la excelencia en la traducción.

## Biografía y trabajos
Goodman se graduó en 2001 del Amherst College, con títulos en inglés y música, y una maestría de la Universidad de Boston .
Ella se dio a conocer por su traducción de Wang Xiaoni con su preselección para el premio Griffin, conocido como el premio monetario más grande para la poesía; para las traducciones, el premio "se centra en el logro del traductor".  Las revisiones del trabajo citaron su "traducción brillante" y dijeron que Goodman era "una poeta maravillosa". Las revisiones aparecieron en la revista Cha y en los principales periódicos chinos, South China Morning Post (que también lo llamó una "traducción brillante") y Caixin Online. Los artículos sobre su trabajo han aparecido en chino en China News, The Paper, Paper Republic y LifeWeek. El trabajo recibió anteriormente una subvención del Fondo de Traducción PEN / Heim . Ha sido entrevistada en LA Review of Books y en Poetry International . Su libro de poesía original, Nine Dragon Island (Zephyr, 2016) fue finalista del premio de poesía Drunken Boat 2014. Las historias cortas de ella han aparecido en Fiction y otras revistas. 
En 2013, Goodman recibió una beca Fulbright para investigación en China. También ha tenido residencias y citas con artistas visitantes en el Vermont Studio Center y la Academia Americana en Roma. Es investigadora asociada en el Centro Fairbank de Estudios Chinos de la Universidad de Harvard . Goodman escribe frecuentemente para Paris Review, Best American Poetry y ChinaFile.